# 유도희
유도희(1993년 11월 9일 ~ )는 대한민국 KBS 46기 공채 아나운서이다.

## 경력
- 2019년 : KBS 공채 46기 아나운서 (KBS 광주방송총국 지역 근무)

## 학력
- 2012년 ~ 2016년 : 건국대학교 정치외교학과 학사 (2012학번)

## 진행

### TV
- KBS 뉴스 9 광주 (평일, 2019.09.02 ~ 2020.12.31)
- KBS 뉴스 7 광주·전남 간추린 뉴스 코너 (목, 2019년 11월 30일 ~ 2020년 1월 30일)
- KBS 뉴스 7 광주·전남 '친절한 뉴스/비타민 뉴스' 코너 (2020년 4월 22일 ~ 2020년 12월 31일)
- KBS 뉴스 7 광주·전남 (월~목, 2021년 1월 4일 ~ 2022년 12월 29일/2025년 1월 20일 ~ 현재)
- 별별다방 광주전남 (금요일, 2022년 4월 1일 ~ 현재)
- KBS 뉴스광장 광주·전남 (평일, 2023년 1월 2일 ~ 2024년 8월 30일)
- KBS 930 뉴스 광주·전남 (평일, 2023년 7월 31일 ~ 2023년 8월 9일/2024년 8월 19일 ~ 2025년 1월 17일)

### 라디오
- 광주 제1라디오 오전9시뉴스(9:00~:05)(월~금)